# 4242 Бречер
4242 Бречер (4242 Brecher) — астероїд головного поясу, відкритий 28 березня 1981 року.
Тіссеранів параметр щодо Юпітера — 3,197.